# František Topič (fotograf)
František Topič (bosensky Franjo Topic, 30. července 1857 Dražkovice – 25. dubna 1938 Praha-Nové Město) byl český knihovník, muzejník a fotograf dlouhodobě působící v Rakouskem-Uherskem okupované Bosně.

## Život
Narodil se v Dražkovicích nedaleko Pardubic, pozdější součásti města, v české rodině hostinského. Po získání vzdělání odešel v roce 1885 do Sarajeva, hlavního města Bosny, okupované od roku 1878 Rakouskem-Uherskem, kde nastoupil jako archivní úředník do zdejšího Zemského muzea. V Bosně posléze začal používat bosenskou podobu svého jména František, Franjo. V roce 1898 se stal vůbec prvním vedoucím knihovníkem v nově zřízené muzejní knihovně.
Věnoval se rovněž fotografii a za svou kariéru pořídil řadu cenných snímků Sarajeva a dalších lokalit v Bosně. Spolu s ním v tehdejší Bosně působili také fotografové Anton Schädler a Rudolf Bruner-Dvořák. V Zemském muzeu působil rovněž jako muzejní fotograf, v této pozici vytvořil archiv fotografických skleněných desek, který je největším svého druhu na území bývalé Jugoslávie. Jeho fotografie byly otištěny také v periodikách v českých zemích, mj. v časopise Český svět. Byl přítomen v Sarajevu v den atentátu na arcivévodu Františka Ferdinanda d'Este, následníka rakousko-uherského trůnu, 28. července 1914 a posléze pořídil posmrtné fotografie obou obětí, Františka Ferdinanda a jeho manželky Žofie Chotkové, následně hojně šířených v zahraničí. V muzeu byl zaměstnán do roku 1916, nebo 1919, po roce 1922 se potom vrátil do již vzniklého Československa. Žil v Praze-Nuslích.
Za své zásluhy byl roku 1903 oceněn rakouským Zlatým záslužným křížem. Mj. roku 1906 obdržel za zhotovení fotodokumentace návštěvy arcivévody Františka Ferdinanda v Trebinji kapesní hodinky s vyrytými iniciálami.
František Topič zemřel náhle 25. dubna 1938 v Praze-Novém Městě ve věku 80 let.

## Galerie

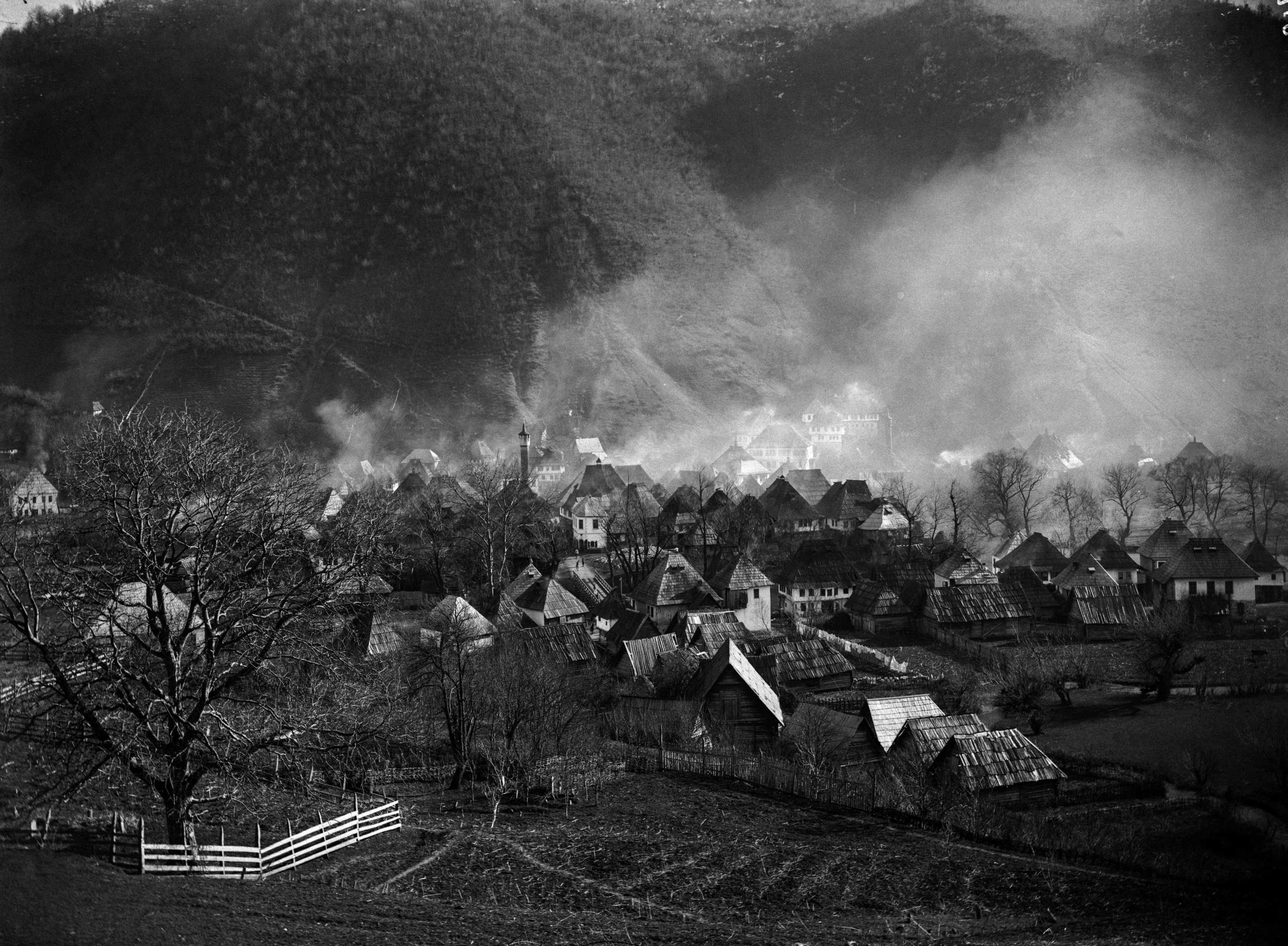
Bosna a Hercegovina
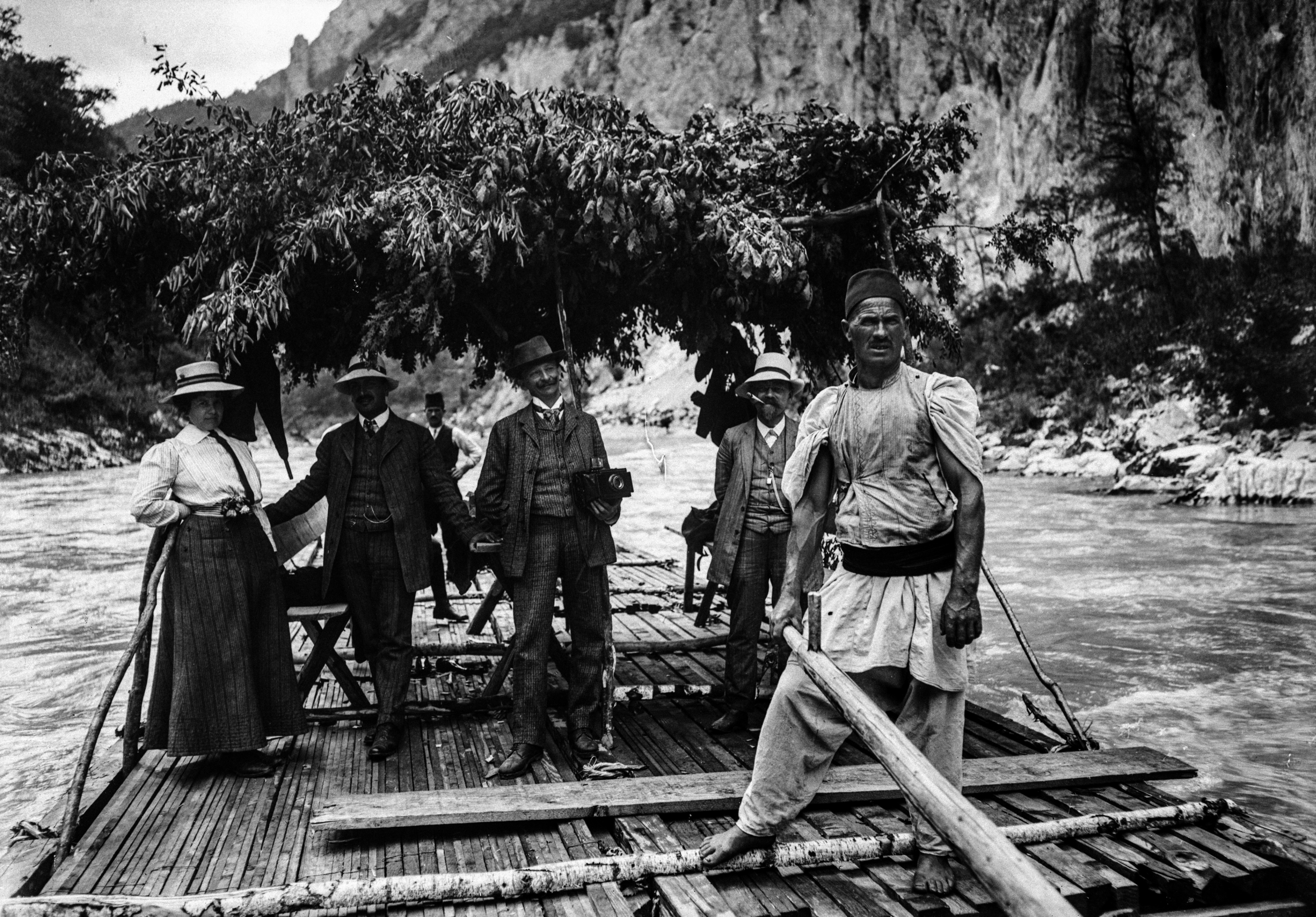
Bosna a Hercegovina
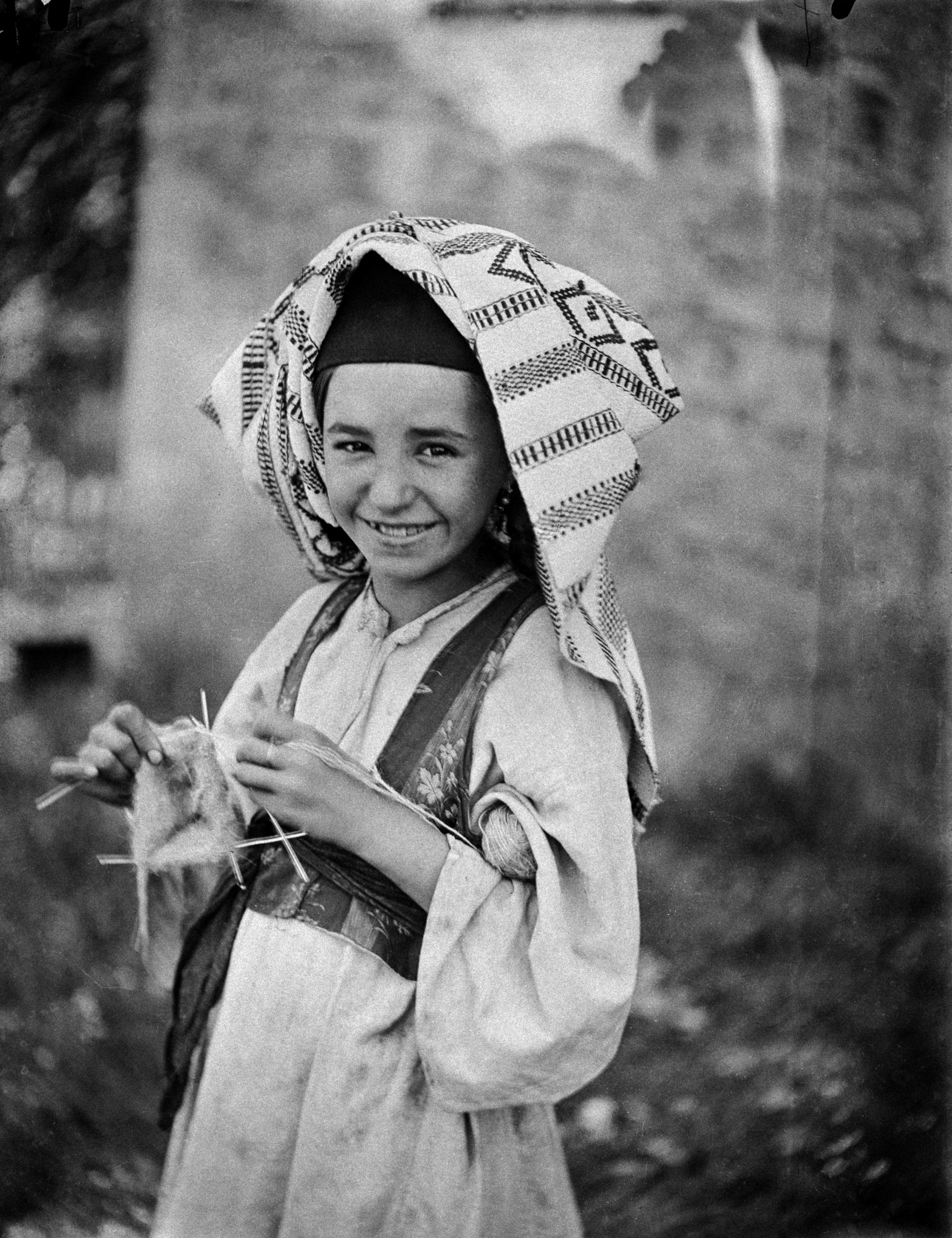
Bosenská dívka
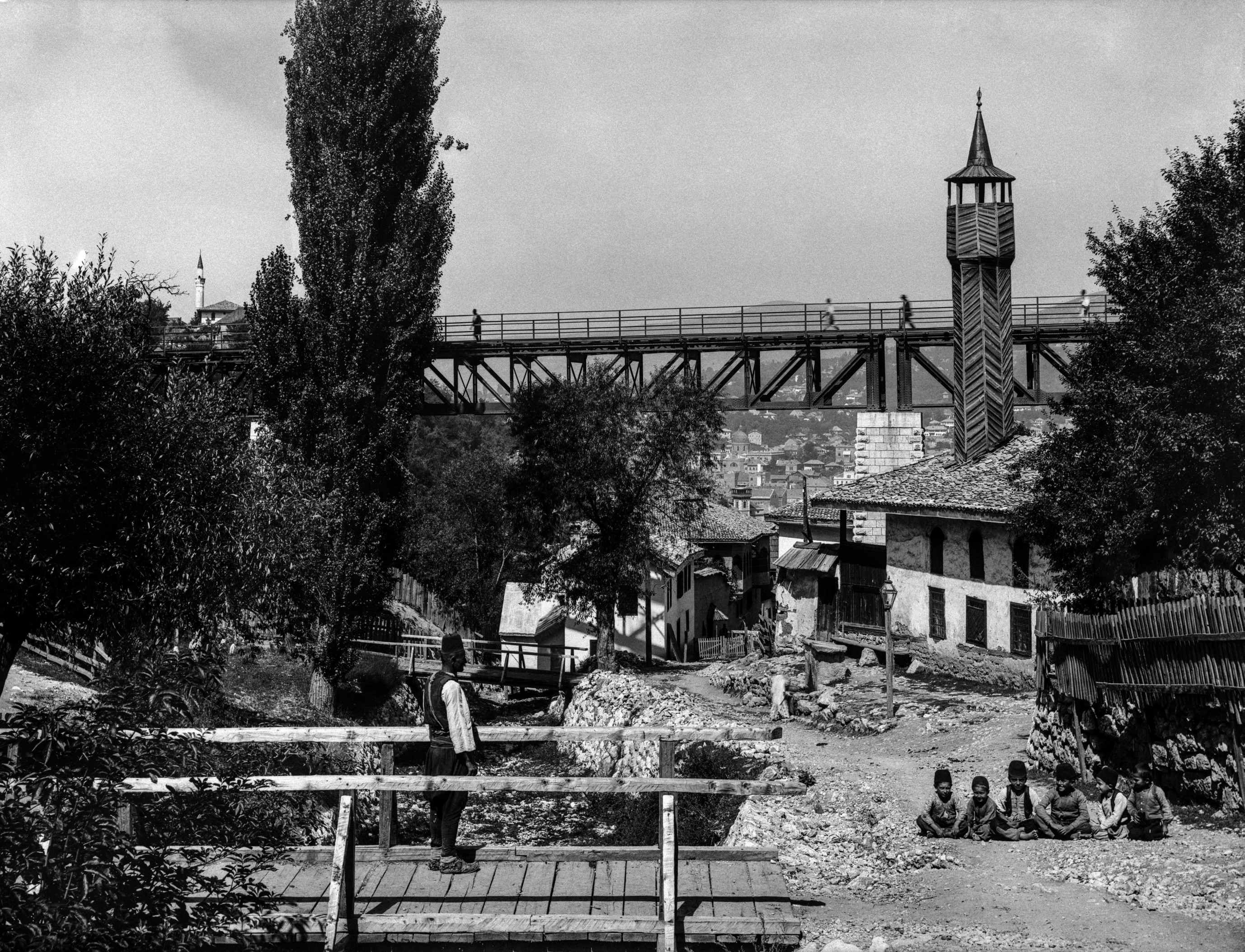
Bosna a Hercegovina
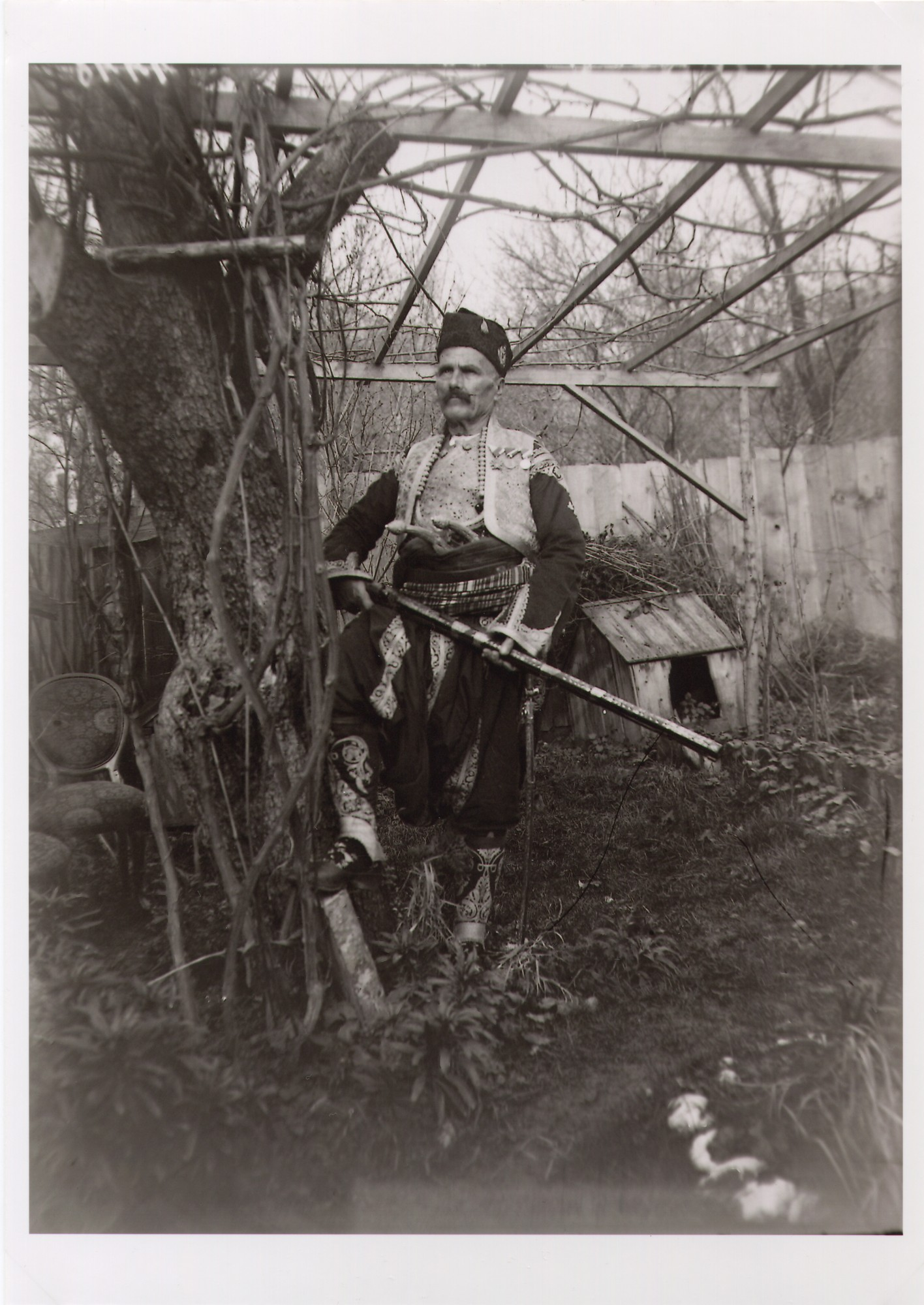
Venkovní portrét vojvody Babiće